# Komořany (okres Vyškov)
Komořany (německy Gundrum) jsou obec v Jihomoravském kraji v okrese Vyškov. Žije zde 767 obyvatel. Nacházejí se 11 km západně od města Vyškov v nejjižnějším cípu okresu a nadmořské výšce 242 m n. m. Obec je půdorysně ulicovka s kostelem situovaným na východní straně návsi, obcí protéká potok Rakovec, ústící do řeky Litavy. Do roku 1945 byly Komořany součástí tzv. vyškovského jazykového ostrůvku, kde byla převážná část obyvatelstva německé národnosti. V roce 1964 byly spojeny s Podbřežicemi. Dnes jsou opět samostatnou obcí.
Komořany byly po značnou část své historie v majetku cisterciáckého kláštera Králové na Starém Brně. V obci stojí farní kostel sv. Barbory postavený v roce 1804 na gotickém základě ze 14. století. Dnešní obec je od roku 2003 součástí mikroregionu Rakovec. V obci sídlí velká firma zaměřená na oblast kasinových technologií zaměstnávající více než 700 zaměstnanců.

## Název
Na vesnici bylo přeneseno původní pojmenování jejích obyvatel Komořěné – "obyvatelé komory", přičemž slovo komora označovalo ve středověku královské (markrabské) či vrchnostenské pozemky. Německé jméno Gundrum (v nejstarší doložené podobě Gundrams) vzniklo výraznou hláskovou obměnou českého Komořany.

## Historie

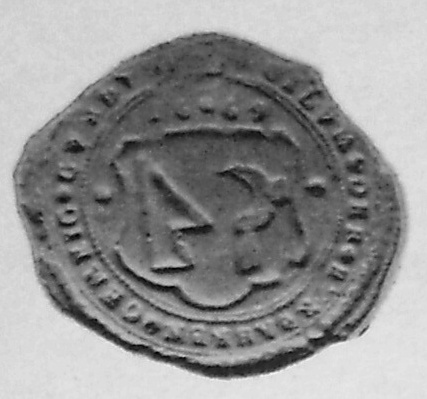
Obecní pečeť z roku 1669

### Počátky obce
První písemná zmínka o obci pochází z roku 1340, kdy se v listině Karla z Uherčic objevuje mezi svědky prodeje tří lánů vilímovského kláštera jistý Střezivoj Holub z Komořan (Strzeiesewoy dictus Holub de Comurzan), příslušník starobylého rodu původem z Tachova, který přišel na Moravu v doprovodu Jindřicha z Lipé. Podrobnější historickou zprávu o obci přinesl rok 1347, kdy Střezivoj Holub odkázal své zboží v Komořanech, zahrnující tvrz, kostel a patronátní právo, ženskému cisterciáckému klášteru Králové na Starém Brně. Ve 14. století byly Komořany hrazenou tržní osadou s kostelem a cisterciáky obsazenou farou. V roce 1347 zde byl farářem cisterciák Bernard a po něm Alberik.

### Novověk
V průběhu 15. a 16. století Komořany prosperovaly, honosily se přízviskem trhová obec. Měly výsadu užívat znak s kosou a radlicí, po jehož stranách byly iniciály MG (Marketgemeinde Gundrum). Jako reliéf byl znak též umístěn na čelní opěře kostelní věže. V oněch dobách byl vstup do obce zahrazen mohutnou mýtní branou. V roce 1459 se v Komořanech uvádí rybník náležící k majetku Jeronýma z Pivína. Krátce před rokem 1617 vyhořela velká část obce, za své vzal kostel i fara. Za třicetileté války obec velmi utrpěla, v tomto období bylo zničeno 17 domů z 51, čili třetina obce. Švédská vojska několikrát obec vyplenila a obyvatelstvo vyvražďovala.
Po třicetileté válce přišla velká vlna německé kolonizace a až do roku 1945 byly Komořany součástí německého jazykového ostrůvku na Vyškovsku. V Komořanech byla již v roce 1670 velká převaha německých jmen oproti českým. Následkem války klesl na Moravě i počet kněží, a proto se na čas začaly slučovat i některé farnosti. Komořany tak byly v letech 1652–1658 sloučeny s farou starorousínovskou. Vzhledem k nespokojenosti obyvatel byla na naléhání biskupského oficiála roku 1658 fara osamostatněna a obsazena cisterciákem z Vyššího Brodu. Komořany byly v držení starobrněnského kláštera po dlouhých 435 let až do jeho zrušení 12. ledna 1782. Od tohoto data byly Komořany ve světském držení a správce majetku – Náboženský fond – dával obec do nájmu. Bývalý klášterní statek byl pronajímán do roku 1825, kdy byl prodán rytíři Františku Haintlovi.
Dne 18. listopadu 1784 za vlády Josefa II. se změnily některé robotní povinnosti v platy a bylo nařízeno nové přesné změření půdních ploch pro vyměření daní. Toto měření provedl v obci obecní úřad. Plocha komořanského katastru obnášela 529,73 hektarů, a výnos tak byl odhadnut na 9274 zlatých. Po císařově smrti se přešlo na starý systém vyměřování daní.

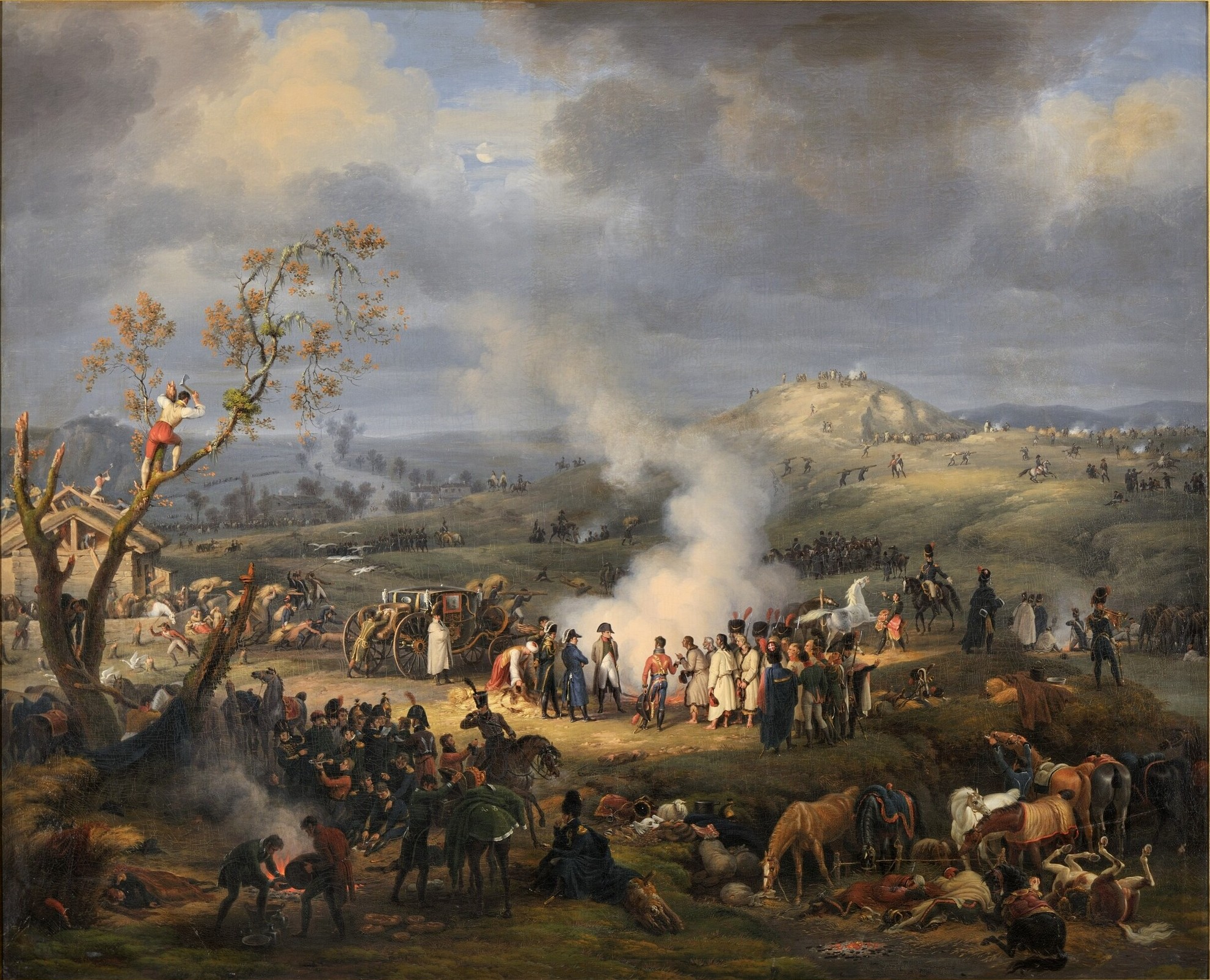
Císařská vojska (přelom 18. a 19. století)

Na přelomu 18. a 19. století se v Komořanech usídlovávaly oddíly císařských vojsk. Ubytovávaly se zde buď dočasně, nebo natrvalo. Byly to většinou příslušníci pluku Colloredova, Lobkowiczova, Mitrovského a dalších. Za napoleonských válek tudy táhly kolony Rusů i Francouzů, kteří se ubírali směrem na Vídeň. Během slavkovské bitvy místní občané prchli do hor a ponechali vesnici napospas vojskům.

### Industrializace

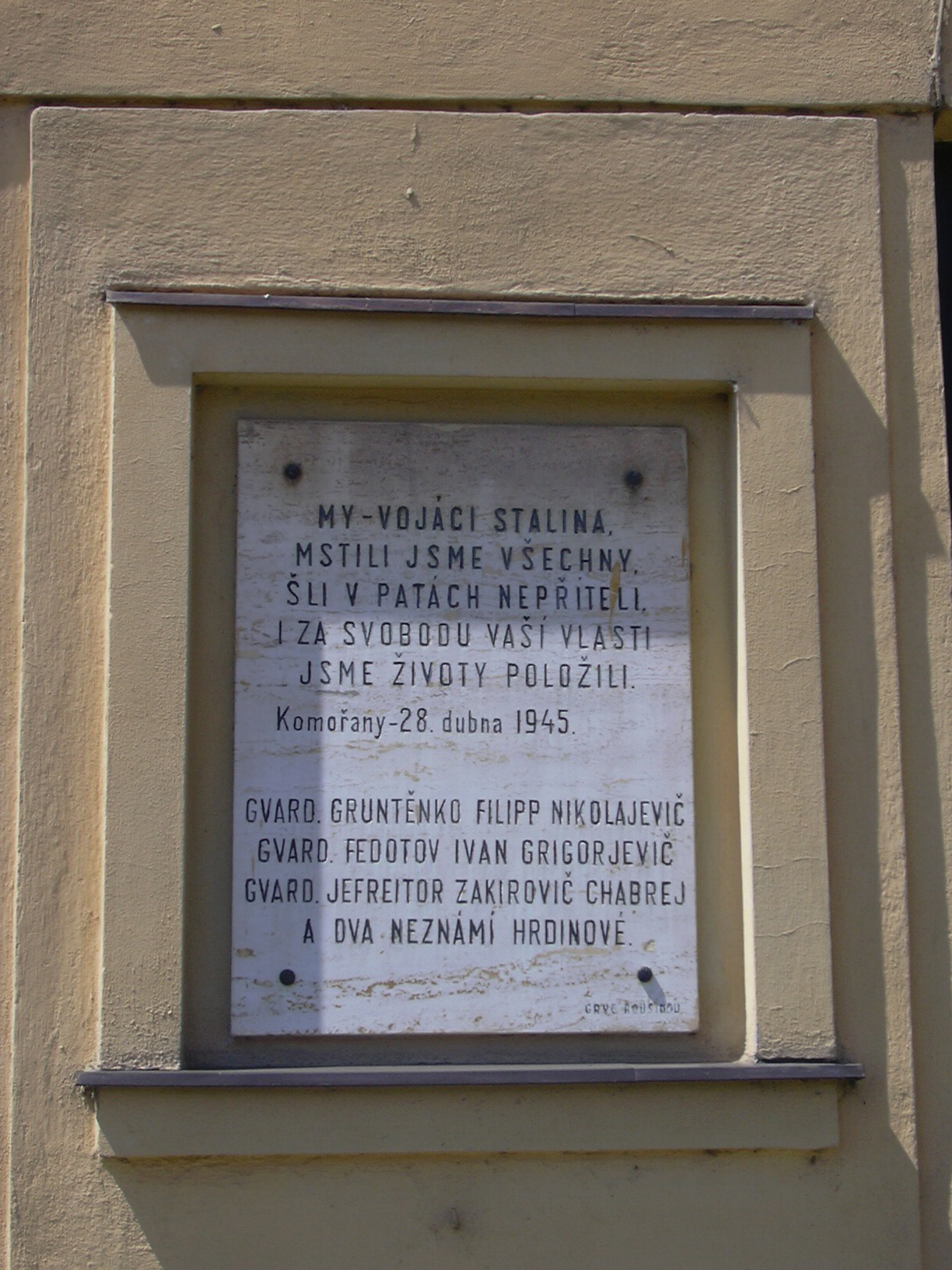
Pamětní deska na obecním úřadě

V letech 1832 a 1840 zasáhly obec dva velké zničující požáry, které si vyžádaly i lidské životy. František Haintl zemřel 15. dubna 1839 a dědicem se stal jeho syn František. Ten pak v roce 1843 prodal bývalé starobrněnské panství knížeti Eduardovi Schōnburg-Hartensteinovi. Schōnburg-Hartensteinové drželi Komořany i nadále, po Eduardovi Jindřich, po něm v roce 1872 Alexandr a po jeho smrti v roce 1896 Alois. Další katastrofální požár vypukl 9. července 1857, kdy lehla popelem téměř celá obec (114 budov, z toho 84 domů a 30 stodol). V roce 1866 přišly do Komořan oddíly pruských vojáků a s nimi i cholera. Za oběť jí padlo 35 obyvatel a jeden voják.
V roce 1939 byly z Komořan vystěhovány české rodiny, jelikož obec patřila do tzv. německého jazykového ostrůvku. Ještě před koncem války se v obci zdržovali němečtí vojáci hájící své pozice. V obci padlo pět sovětských vojáků, na což upomíná pamětní deska na budově obecního úřadu. Po druhé světové válce byly z Komořan vystěhovány německé rodiny.

### Současnost
Dnešní obec je součástí mikroregionu Rakovec. Je zde evidováno 192 podnikatelských subjektů zaměřených převážně na obchod, stavebnictví, průmysl a zemědělství. Komořany jsou rozvíjející se obcí s rostoucí dopravní infrastrukturou a průmyslovou zónou na katastru obce. V obci byla provedena urbanistická studie a v roce 2001 byl na tomto základě vypracován i územní plán. V roce 2008 se postavil vodovod.

## Politika

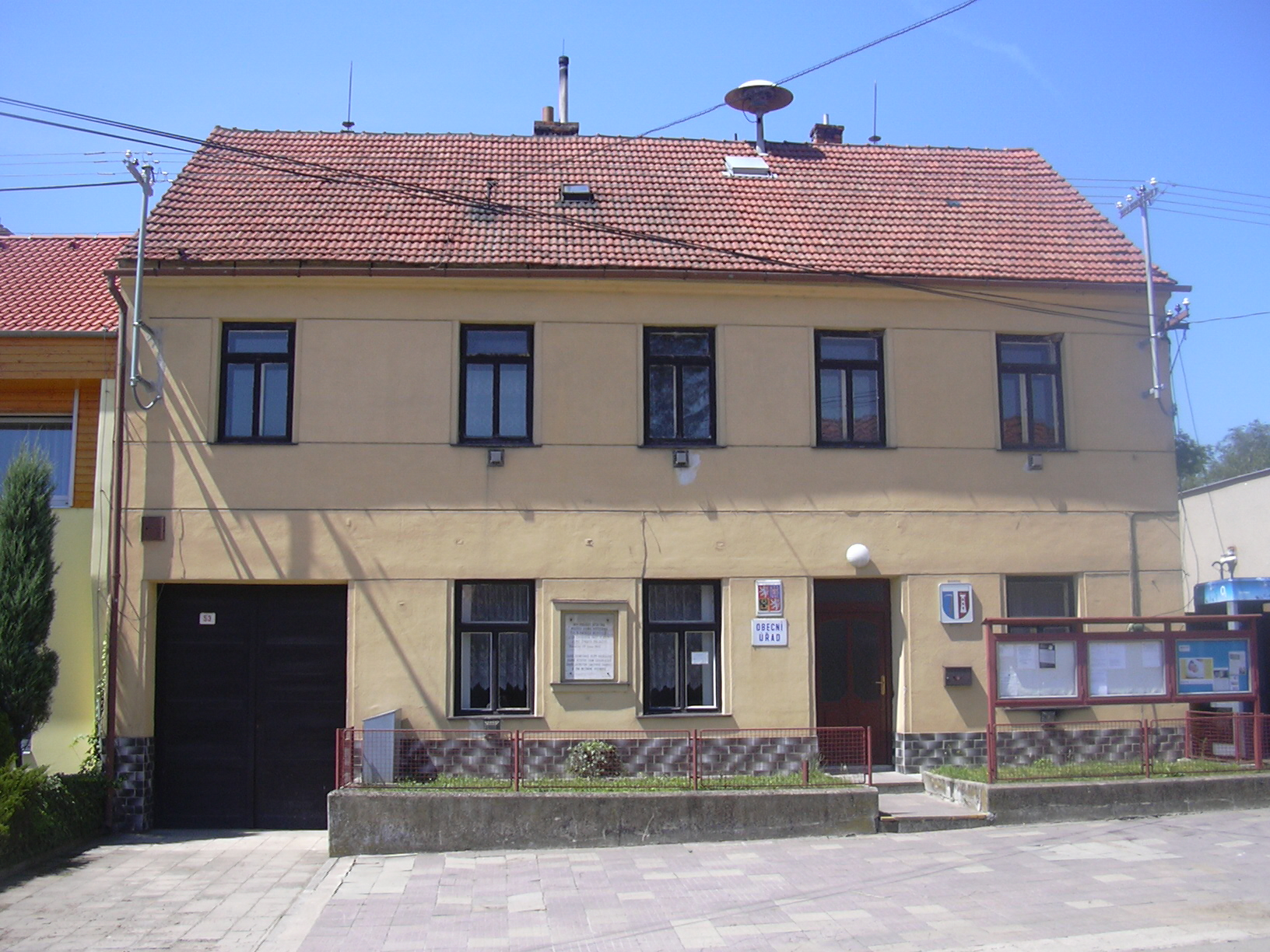
Obecní úřad (2008)

### Zastupitelstvo a starosta
Obec je součástí Jihomoravského kraje a okresu Vyškov. V místních volbách se volí 15 členů obecního zastupitelstva, kteří poté ze svých řad vybírají pětičlennou obecní radu, starostu a místostarostu. Při volbách do obecního zastupitelstva na funkční období 2006–2010 byla v Komořanech volební účast 53,39% s následujícími výsledky (obecní radu později vytvořili zástupci ČSSD a KDU-ČSL):
| Volby 2006 | Počet hlasů | Počet mandátů |
| ---------- | ----------- | ------------- |
| KDU-ČSL    | 2 259       | 10            |
| ČSSD       | 1 082       | 5             |

Starostkou pro funkční období 2006–2010 byla zvolena Marie Šimáčková z KDU-ČSL a místostarostou Jan Kachlík z téže politické strany. Marie Šimáčková byla zvolena starostkou také na ustavujícím zasedání zastupitelstva v listopadu 2014.

### Vlajka a znak
Obecní znak a prapor byl Komořanům udělen usnesením poslanecké sněmovny dne 4. dubna 2001. Popis znaku zní: Pod stříbrnou zúženou hlavou modro-červeně stříbrným kůlem polcený štít. Vpravo stříbrná kosa na zlatém kosišti, vlevo stříbrná kvádrová věž se třemi černými okny nad sebou a cimbuřím. Popis vlajky zní: List tvoří žerďový bílý pruh široký jednu čtvrtinu délky listu a tři vodorovné pruhy, červený, bílý a modrý. Poměr šířky k délce listu je 2:3.

## Přírodní poměry
Obec Komořany leží 11 km západně od okresního města Vyškov na katastru o rozloze 588 hektarů, z toho je 452 ha polí, 26 ha lesa, 21 ha luk a 13 hektarů zahrad. Sousedí na západě s městem Rousínov, na severu s obcí Tučapy a Habrovany, na východě s Podbřežicemi a na jihu s Dražovicemi. Průměrná nadmořská výška je 240 m n. m. Ze všech světových stran je obec obklopena ornou zemědělskou půdou. Nejvyšším bodem katastrálního území obce je kopec mezi obcemi Komořany a Podbřežicemi směrem na jihovýchod o výšce 280 m n. m. Obcí protéká potok Rakovec pramenící v Rakoveckém údolí a vlévající se do řeky Litavy.

### Klimatické podmínky
Podnebí na celém Vyškovsku patří klimatologicky do oblasti Českomoravské vrchoviny. Projevuje se zde blízkost Drahanské vysočiny s pravidelnými a častými větry přinášejícími čerstvý vzduch z lesů Drahanské vysočiny. Nejčastěji zde vanou západní a severní větry, významný je i podíl větrů východních a jihovýchodních s průměrnou rychlostí 3 m/s.
Komořany leží v teplé oblasti, kde je za rok v průměru 50–60 letních dní, 100–110 mrazových dní, lednová teplota je zde –2 až –3 stupňů Celsia a v červenci 18–19 stupňů. Srážkový úhrn ve vegetačním období je 300 až 350 mm a v zimním období 200 až 300 mm. Počet dnů se sněhovou pokrývkou je v průměru 40–50 za rok.

## Demografie

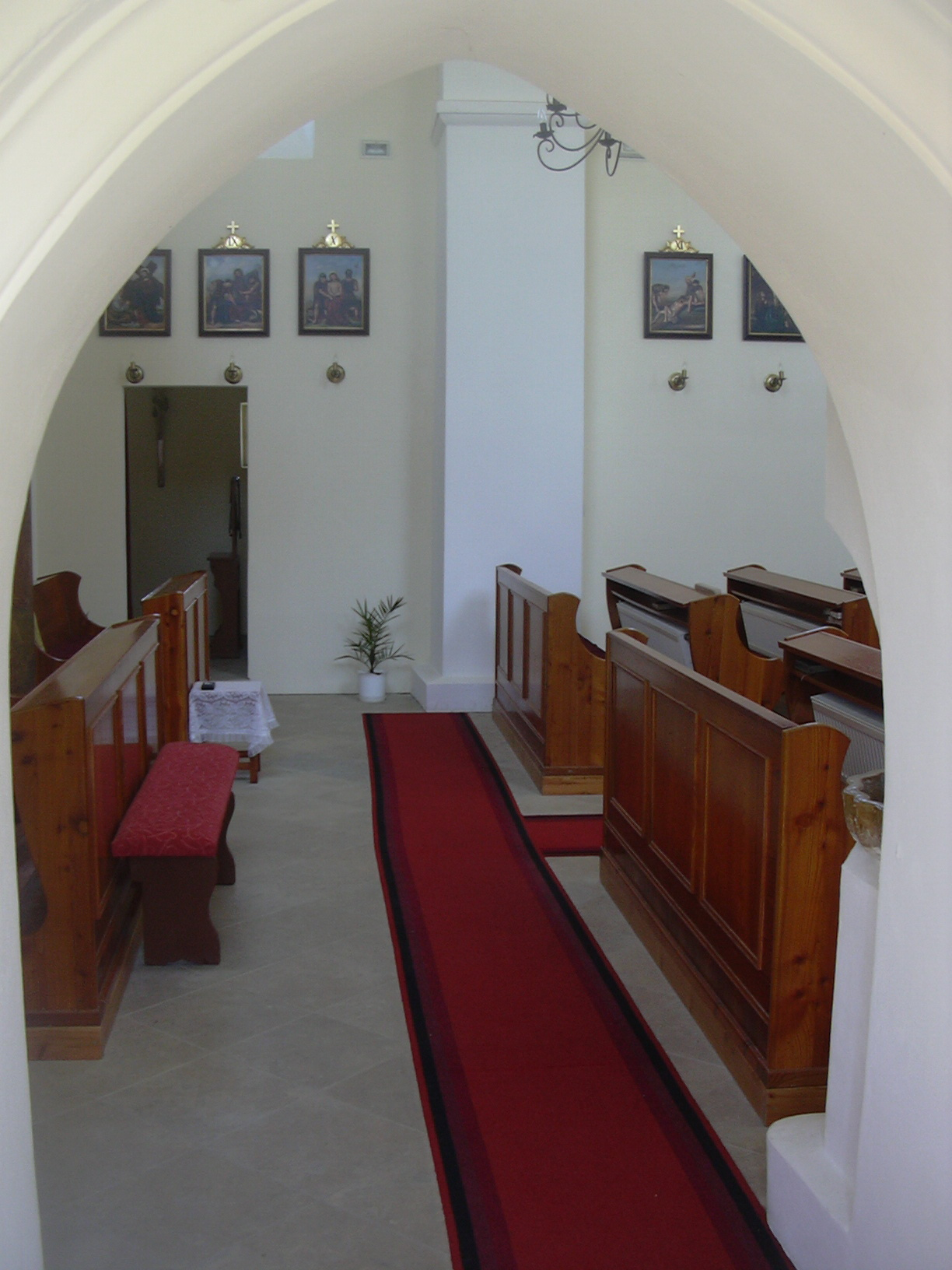
Interiér kostela (2008)

### Složení obyvatel
Komořany jsou původní trhovou obcí, jež měla v roce 1930 657 obyvatel, s nadpoloviční většinou německé národnosti. O třicet let později v roce 1960 poklesl počet obyvatel na 606 osob, 301 mužů a 305 žen. Podle sčítání lidu, domů a bytů z roku 2001 zde žilo 652 obyvatel, z toho 339 mužů a 313 žen. Národnostní složení obyvatel města je poměrně homogenní, 491 obyvatel se hlásí k národnosti české, 126 k národnosti moravské a 10 k národnosti ukrajinské.
Vývoj počtu obyvatel za celou obec i za jeho jednotlivé části uvádí tabulka níže, ve které se zobrazuje i příslušnost jednotlivých částí k obci či následné odtržení.
| Místní části (rok přičlenění k obci) | Místní části (rok přičlenění k obci) | 1791 | 1834 | 1869 | 1880 | 1890 | 1900 | 1910 | 1921 | 1930 | 1950 | 1961 | 1970 | 1980 | 1991 | 2001 | 2011 |
| ------------------------------------ | ------------------------------------ | ---- | ---- | ---- | ---- | ---- | ---- | ---- | ---- | ---- | ---- | ---- | ---- | ---- | ---- | ---- | ---- |
| Počet obyvatel                       | část Komořany                        | 469  | 513  | 557  | 525  | 496  | 499  | 520  | 541  | 657  | 575  | 606  | 569  | 628  | 621  | 652  | 706  |
| Počet obyvatel                       | část Podbřežice (1961 - 1990)        |      |      |      |      |      |      |      |      |      |      | 304  | 288  | 263  |      |      |      |
| Počet obyvatel                       | celá obec                            | 469  | 513  | 557  | 525  | 496  | 499  | 520  | 541  | 657  | 575  | 910  | 857  | 891  | 621  | 652  | 706  |
| Počet domů                           | část Komořany                        | 78   | 89   | 109  | 114  | 113  | 118  | 122  | 123  | 148  | 158  | 157  | 151  | 170  | 210  | 211  | 223  |
| Počet domů                           | část Podbřežice                      |      |      |      |      |      |      |      |      |      |      | 81   | 78   | 71   |      |      |      |
| Počet domů                           | celá obec                            | 78   | 89   | 109  | 114  | 113  | 118  | 122  | 123  | 148  | 158  | 238  | 229  | 241  | 210  | 211  | 223  |

### Náboženský život
Obec Komořany je sídlem římskokatolické farnosti Komořany náležící do slavkovského děkanství. Farním kostelem je místní kostel svaté Barbory. V těsné blízkosti kostela stojí farní budova datovaná k roku 1821. Svým vzezřením ztvárňuje typ rustikálního městského domu. Podle sčítaní lidu, domů a bytů z roku 2001 se k víře hlásí 286 obyvatel, z toho 247 k římskokatolické církvi, 3 k náboženské společnosti Svědkové Jehovovi, 2 k Pravoslavné církvi a jeden k Českobratrské církvi evangelické.

## Školství a kultura

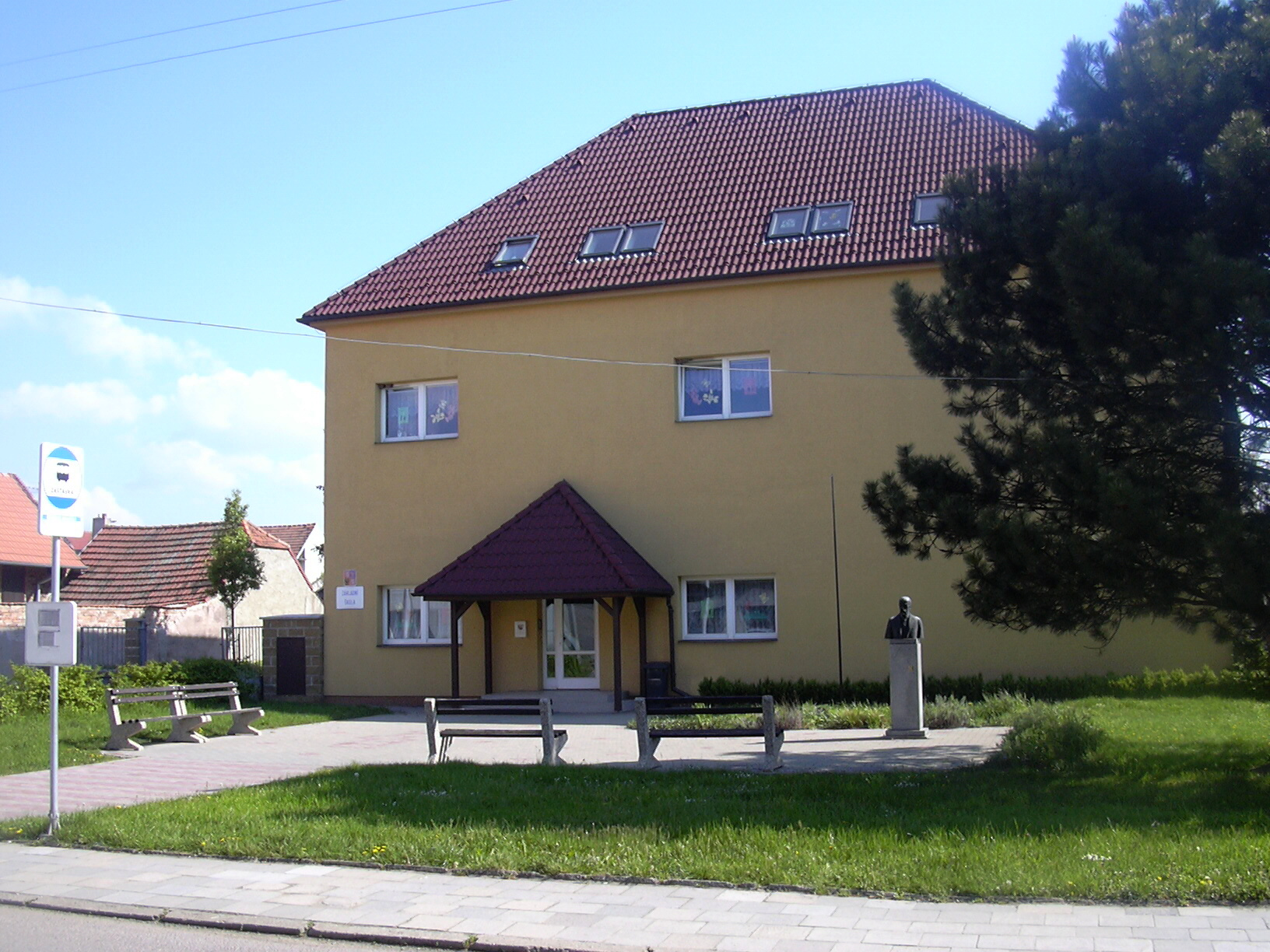
ZŠ Komořany (2008)

Škola v obci stávala pravděpodobně již v 16. století, ale výslovně je jmenována až v roce 1764. Tato německá škola byla jednotřídní a od roku 1887 rozšířena na dvojtřídní. První česká státní menšinová škola byla zřízena v roce 1919. Budova pro tuto školu byla státním nákladem postavena v roce 1923. Německá škola byla opět změněna na jednotřídní v roce 1924 a po nuceném odsunu Němců zanikla. Dnes je v Komořanech příspěvková malotřídní škola se dvěma třídami. Kapacita školy je 60 žáků a navštěvují ji též žáci z Podbřežic. V obci stojí také mateřská škola otevřená v roce 1946. Má dvě oddělení pro děti od 3 do 6 let.
V obci působilo před druhou světovou válkou několik německých spolků: nejstarším z nich byly potravní (Consumverein) od roku 1871, čtenářský (Leseverein) založený v roce 1886 a hasičský sbor (Freiwilliger Feuerwehr) vznikl v roce 1890. Česká menšina zde měla od roku 1919 jen místní odbor Národní jednoty. Dnes v Komořanech působí organizace Asociace sportu pro všechny a s ní spojená Tělovýchovná jednota.
Obec každoročně pořádá menší kulturní akce. Pro konání kulturních akcí je možné využívat malou tělocvičnu nebo obecní knihovnu. V obci se nachází tenisový antukový kurt či fotbalové hřiště situované v jihovýchodní části obce patřící místnímu oddílu kopané.

## Doprava, průmysl a zemědělství

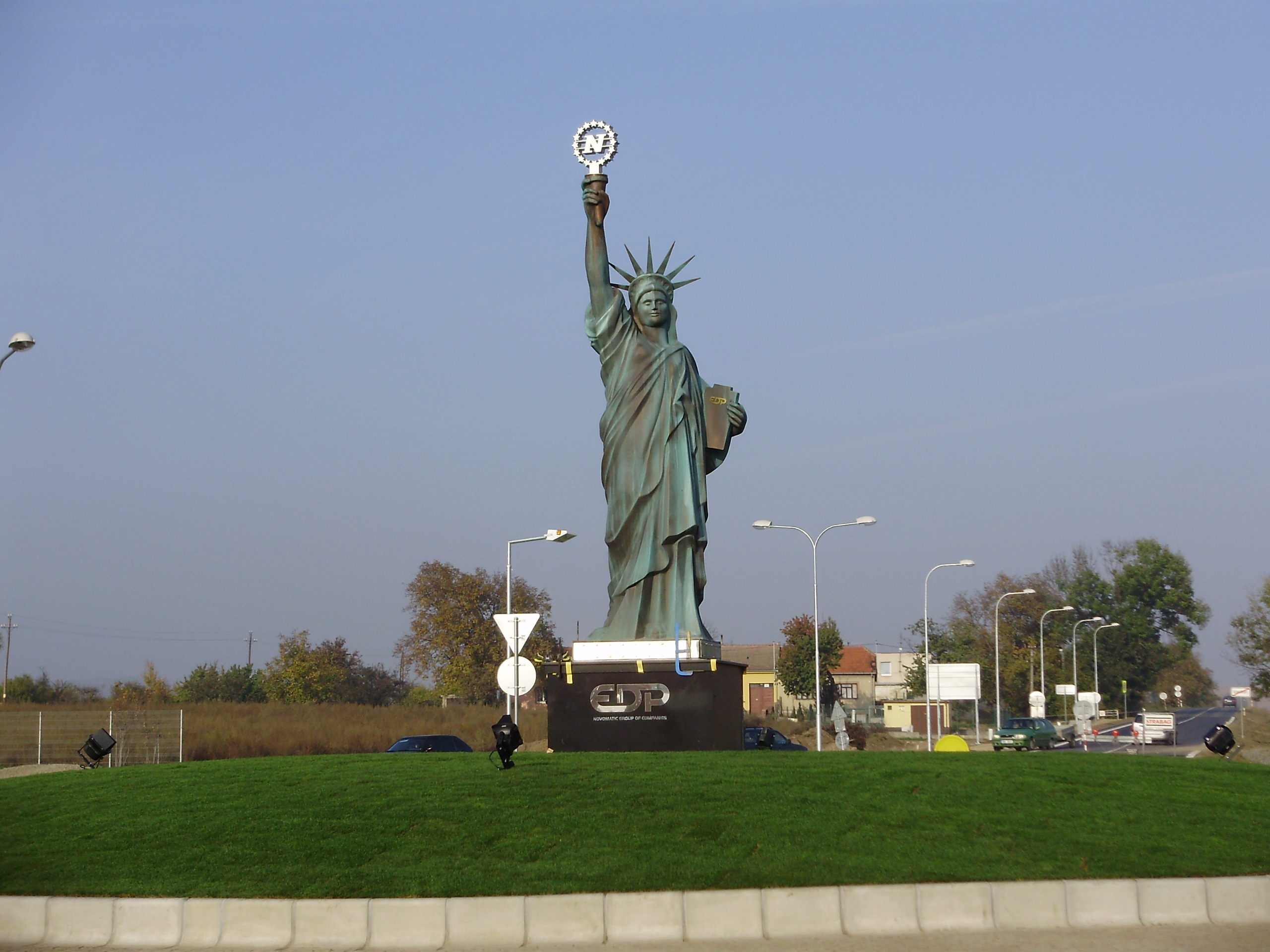
Nová okružní křižovatka se Sochou Svobody, symbolem firmy EDP (2008)

V roce 1950 bylo v obci založeno jednotné zemědělské družstvo (JZD) s areálem na jihozápadním okraji obce. Vzniklo jako JZD II. typu se 104 členy a o dva roky později přešlo na tzv. III typ, kdy obhospodařovalo 395 hektarů polí. Následně se JZD připojilo do velkého celku JZD Rozvoj Rostěnice s výměrou obhospodařovaných polí vyšší než 5000 ha na katastrech 14 obcí. V areálu se nacházely dvě drůbežárny, kravín, vepřín a porodna prasat. Po roce 1991 se JZD transformovalo na Zemědělské obchodní družstvo a. s. Rostěnice. Dnes je areál družstva multifunkčním zařízením, kde se nalézají stolařské dílny či technologie na sušení a skladování komodit.
Dopravní komunikace a obslužnost je v Komořanech poměrně příznivá. Katastrem vede dálnice D1 Praha – Brno – Vyškov a komunikace druhé třídy č. II/430, jež vede souběžně s dálnicí D1 z Brna přes Holubice, Rousínov, Komořany a Tučapy do Vyškova. Na této komunikaci se v obci Komořany nachází okružní křižovatka zbudovaná v roce 2008.
Dále územím obce prochází silnice III. třídy č. III/0478 z Komořan na Dražovice a z ní vycházející III/0479 do Podbřežic.

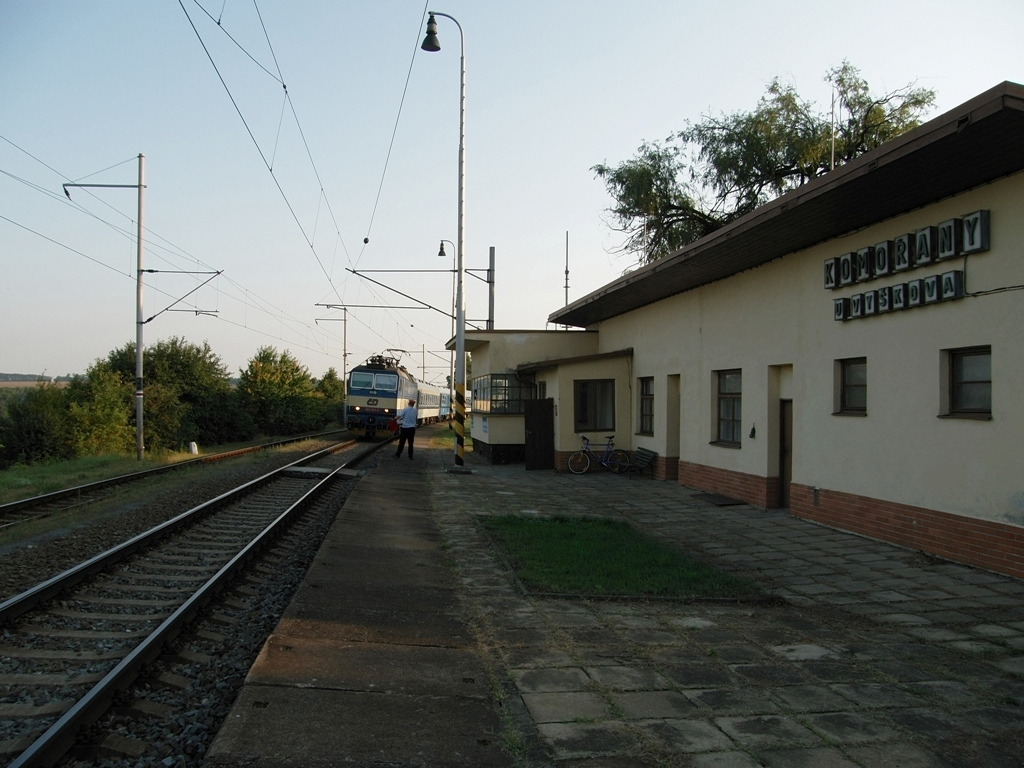
Při zpoždění vlaků na jednokolejné trati Brno–Přerov, dochází často i ke křižování rychlíků právě v místní železniční stanici Komořany u Vyškova (2011)

Obec též protíná železniční trať číslo 300, Brno – Vyškov – Přerov. V železniční stanici Komořany u Vyškova vlaky dnes již pravidelně nezastavují, pouze při mimořádnostech a vlaková doprava byla nahrazena autobusy, v rámci IDS JMK. Vlaková stanice slouží jen drážním účelům, nikoliv cestujícím, přesto však prozatím plní svůj původní účel a protože je trať Brno–Přerov jednokolejná a také velmi frekventovaná, není možné tuto pro provoz na trati stále důležitou výhybnu zcela opustit.
V dostupné vzdálenosti se nachází letiště Brno-Tuřany a letiště Vyškov.
Průmyslová výroba v obci Komořany započatá ve dvacátém století se neustále rozrůstá. V roce 1923 zde založil okrsek Národních jednot akciovou cihelnu na výstavbu rodinných domků, která brzy zanikla. Na katastru obce Komořan vybudoval ÚP závod Rousínov své dílny. Dnešní komořanská průmyslová zóna situovaná v severní části obce je sídlem firmy European Data Project s. r. o. Firma založená v roce 1996 zaměstnává dnes více než 700 zaměstnanců z blízkého okolí. Je tak největším zaměstnavatelem mikroregionu Rakovec. Hlavní pracovní náplní firmy je kovovýroba a dřevovýroba zaměřená na oblast kasinových technologií.

## Pamětihodnosti

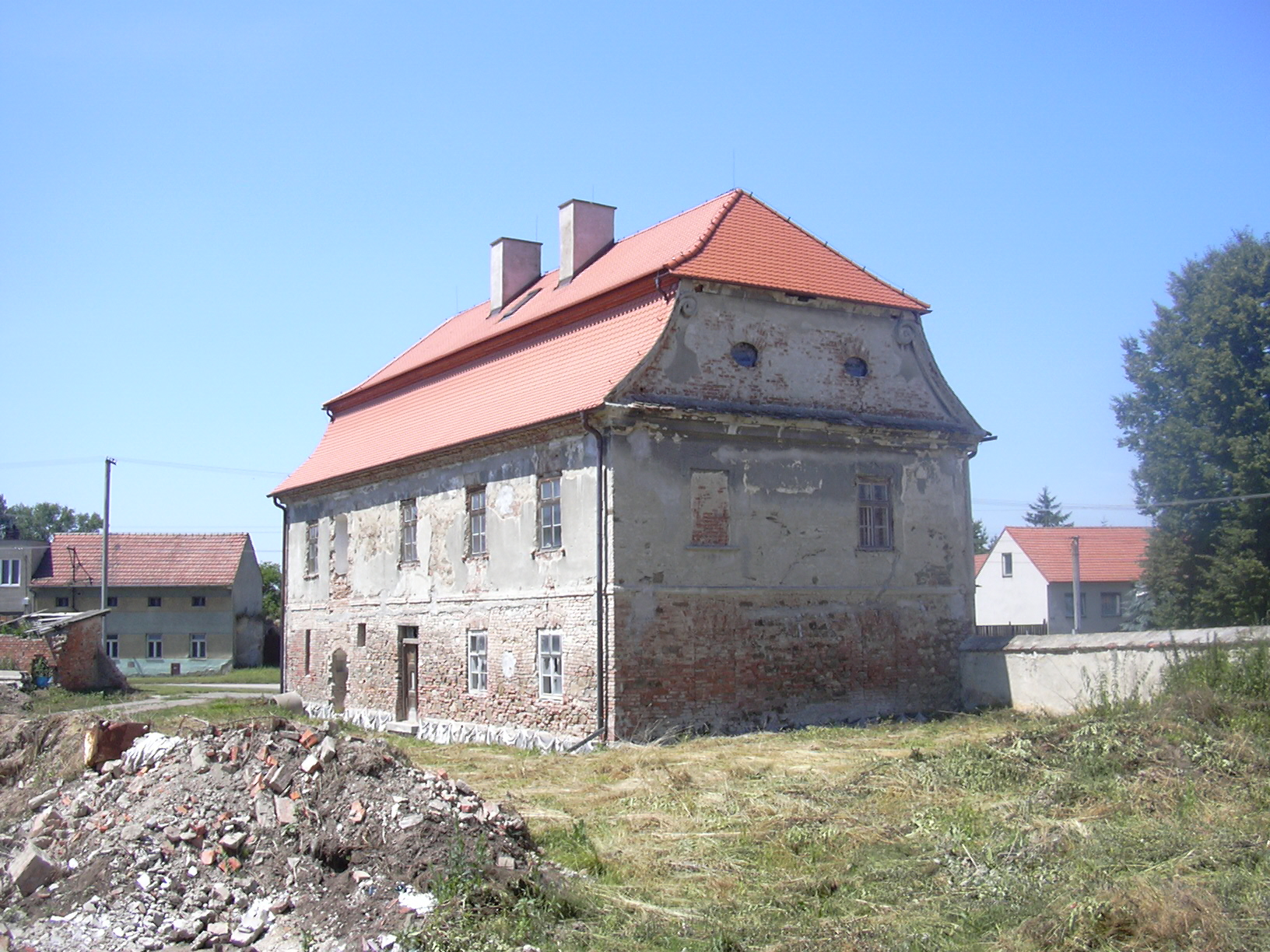
Farní budova v rekonstrukci (2008)

- Farní kostel sv. Barbory z roku 1804 stojí na gotickém základě ze 14. století.
- Fara z roku 1821 (roku 2008 je v rekonstrukci)
- Kamenné barokní sochy sv. Floriána a sv. Jana Nepomuckého z 18. století
- Přírodní rezervace Stepní stráň u Komořan (Štogrunty)
- Přírodní památka Mechovkový útes
- Památník osvobození – betonový pylon s plastikou padlého bojovníka a holubicí, dílo Vladimíra Martínka z Brna. Odhalen 9. května 1975.
- Pamětní deska padlých sovětských vojáků umístěná na budově obecního úřadu, odhalena 28. dubna 1946
- Socha Svobody – zmenšená kopie symbolu USA je umístěna na nové okružní křižovatce v obci a je symbolem místní firmy zaměřené na kasinové technologie. Socha sem byla dovezena z Rakouska a umístěna 10. října 2008.[36]
- Na katastru obce byla zkoumána řada archeologických nalezišť – např. pohřebiště lidu kultury se šňůrovou keramikou z konce 3. tisíciletí př. n. l., nebo keltské sídliště z 3. století př. n. l. a germánská osada z konce 2. století n. l.

## Region

### Rekreace a turistický ruch

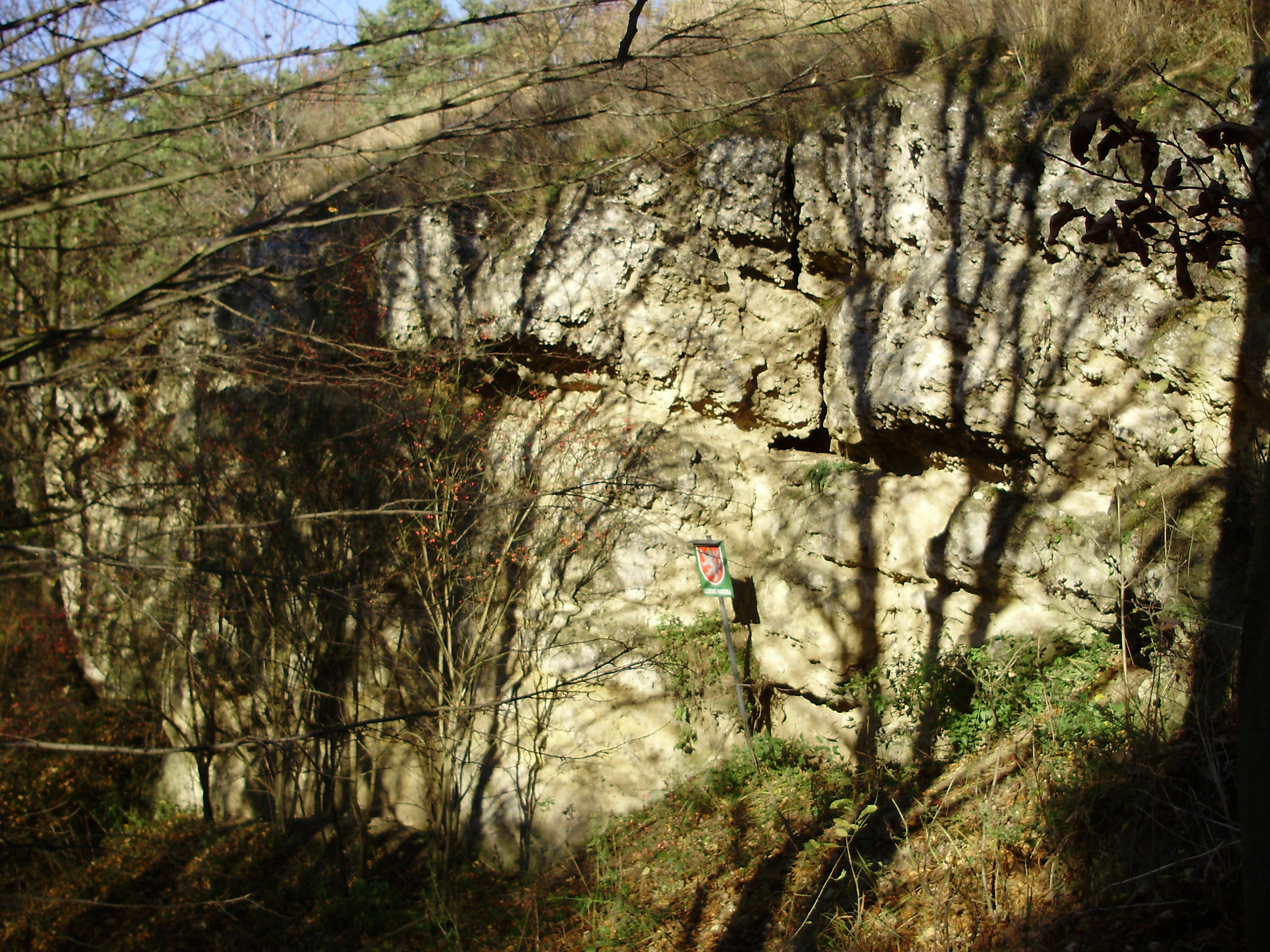
Malé Strany (2008)

Obec Komořany není díky zemědělskému charakteru s velkými plochami polí příliš turisticky atraktivním místem. Krátkodobým cílem v obci jsou zejména památkově hodnotné prostory a církevní objekty. Přes obec nevede žádná turistická značka, ani žádná cyklostezka. Na okraji katastrálního území se nachází geologická a paleontologická lokalita Mechovkový útes (Štogrunty). Lze zde nalézt fosílie mechovek, řas a mlžů z prehistorických dob.

### Mikroregion Rakovec
Svazek obcí mikroregionu Rakovec byl zaregistrován 12. března 2003 a tvoří jej celkem šest obcí: Habrovany, Komořany, Olšany, Podbřežice, Rousínov, Tučapy. Předmětem činnosti svazku obcí je vzájemná pomoc při řešení samosprávných, kulturních, environmentálních i hospodářských problémů a získávání finančních prostředků na podporu cestovního ruchu a projektů v regionu. Sídlem svazku obcí byl ustanoven Městský úřad v Rousínově. Nejvyšším orgánem svazku obcí je valná hromada, poté správní rada, dozorčí rada a nakonec jednatel.